# Ashington and Sheepwash
Ashington and Sheepwash var en civil parish 1866–1896 när det uppgick i Ashington och Sheepwash, i grevskapet Northumberland i England. Civil parish var belägen 6 km från Morpeth och hade 141 invånare år 1891.